# Apo
För andra betydelser, se Apo (olika betydelser).
Apo är en stratovulkan på ön Mindanao i Filippinerna. Den är det högsta berget i landet och ligger några få kilometer sydväst om staden Davao.
Apo är en av de mest populära klättringsplatserna i Filippinerna och toppen är lätt att nå. Den bestegs första gången 10 oktober 1880 av grupp ledd av Don Joaquin Rajal.
Sedan 21 september 2009 är Apo uppsatt på Filippinernas tentativa världsarvslista. Apo är 2954m högt.